# Lorenzo Campeggi
Lorenzo Campeggi (Milano, 7 novembre 1474 – Roma, 19 luglio 1539) è stato un cardinale, vescovo cattolico e diplomatico italiano, al servizio dello Stato della Chiesa. Fu un uomo conosciuto in tutta Europa. Ottenne la stima degli imperatori Massimiliano I e Carlo V, nonché la prestigiosa dignità di cardinale protettore del Sacro Romano Impero. Spesso all'estero il suo cognome è scritto Campeggio.

## Biografia

### Dalla nascita al 1509
La famiglia Campeggi prende il nome da Campeggio, un paese dell'Appennino bolognese (oggi frazione del comune di Monghidoro, nell'alta valle dell'Idice).
I genitori di Lorenzo, Giovanni Zaccaria Campeggi (professore universitario di diritto civile) e Dorotea Tebaldi si erano trasferiti a Pavia poiché il padre aveva ottenuto la cattedra di giurisprudenza nella locale università. 
Lorenzo nacque a Milano nel 1474, dove per un breve periodo risiedette il padre con la moglie per affari di corte presso il Duca Francesco Sforza. Fu il primo di cinque fratelli, tra cui i vescovi Marco Antonio e Tommaso. 
Dopo gli studi iniziali a Pavia (dov'era negli anni seguenti ritornata la famiglia) si iscrisse all'Università di Padova dove studiò legge sotto il padre. Genio precoce, superò l'esame di abilitazione al lettorato prima ancora di laurearsi. Dal 1496 al 1499 fu attivo a Venezia, poi si trasferì a Bologna, dove si addottorò in utroque iure (1499) e ottenne la cattedra a soli ventisei anni. Divenne uno dei migliori canonisti d'Europa. Nel 1500 si sposò con Francesca Guastavillani, la quale gli diede cinque figli, due femmine e tre maschi. Tra essi, Alessandro, futuro vescovo di Bologna e poi cardinale. Anche Rodolfo ottenne importanti incarichi ecclesiastici.
Nel 1509 la moglie morì di parto. La tragedia lo scosse e lo indirizzò a una nuova vita. Abbracciò la vita ecclesiastica decidendo di mettersi al servizio della Curia romana. Ottenne agevolmente la protezione di papa Giulio II. La famiglia Campeggi, infatti, era in buone relazioni con la Santa Sede da anni: in passato aveva sostenuto il papa contro i rivali Bentivoglio, finanziando la Santa Sede per 4.000 scudi. L'ascesa nella vita ecclesiastica di Campeggi fu rapida: dopo soli tre anni divenne vescovo e dopo altri due cardinale. Quando fu nominato vescovo (1512) era già da un anno nunzio alla corte imperiale di Vienna. Divenne il diplomatico pontificio più importante della sua generazione. 
Nel 1512 Lorenzo fu inviato dal pontefice a Milano presso gli Sforza per recuperare i territori di Parma e Piacenza, occupati in precedenza dal duca Massimiliano Sforza. Campeggi portò a buon fine la missione. In ottobre fu nominato conte palatino del palazzo Laterano dall'imperatore e premiato dalla Curia con l'episcopato di Feltre.

### Pontificato di Leone X
Nel 1513 si recò in Germania nel tentativo di formare una lega contro i Turchi. L'espansione turca verso la Persia, la Siria e l'Egitto, preoccupava molto la Santa Sede. Papa Leone X ritenne che fosse giunto il momento di creare una coalizione inter omnes principes Christianos per respingere il pericolo ottomano. Al cardinale Campeggi affidò la missione di convincere l'imperatore Massimiliano I a concludere la pace con Venezia e con il principe Ladislao di Boemia. Le difficoltà incontrate a corte lo costrinsero a prolungare la sua permanenza in Germania per quattro anni.
La lunga permanenza a corte gli acquisì tanta stima presso l'imperatore, che lo raccomandò al papa per elevarlo alla dignità cardinalizia. Nel 1517, di ritorno dalla Germania, papa Leone X lo creò cardinale; ricevette il cappello e la porpora nella Basilica di San Petronio (il patrono della città); in seguito Massimiliano lo nominò cardinale protettore del Sacro Romano Impero, carica che gli fu riconfermata dal successore Carlo V e che tenne fino alla morte.
Nel 1518 Leone X inviò nunzi apostolici presso tutte le principali corti europee per stringere una Pax Christiana e fare fronte comune contro il pericolo turco. Il Campeggi fu scelto per la missione presso la corte di Enrico VIII d'Inghilterra. Rappresentò la Santa Sede anche alla promulgazione del trattato di Londra.
La missione si concluse tredici mesi dopo e permise al prelato di acquisire molta stima presso la corte. Segno di tale stima furono il dono del palazzo dell'ambasciata inglese a Roma, l'odierno Palazzo Castellesi, nonché l'ottenimento da Leone X della concessione dell'aspettativa sulla ricca diocesi di Salisbury.

### Pontificato di Adriano VI
Il 22 gennaio 1523 fu nominato cardinale protettore d'Inghilterra e Irlanda.

### Pontificato di Clemente VII
L'8 gennaio 1524 il cardinale Campeggi fu nominato legato a latere per tutta la Germania, Boemia, Ungheria, Polonia e «i tre Regni Settentrionali». In tale veste partecipò alla dieta di Norimberga. Il pontefice si volle servire della sua abilità diplomatica nel duro confronto con la Germania della Riforma.
In questa sede non riuscì però a ottenere dagli Stati tedeschi un impegno per formare una coalizione contro i Turchi. Creditore della Camera Apostolica per il molto denaro speso, Campeggi fu ricompensato con l'amministrazione della terra di Brescello e della diocesi di Bologna.
Nel 1526 l'imperatore Carlo V entrò in conflitto con il pontefice. Non potendo intervenire direttamente su Roma per problemi interni, Carlo V chiese aiuto ai Colonna, che risposero prontamente. Nella notte tra il 19 ed il 20 settembre 1526, i Colonna occuparono con un esercito di 8 000 uomini la porta di San Giovanni in Laterano e Trastevere, spingendosi lungo il Borgo Vecchio fino quasi al Vaticano. Durante il saccheggio della città Campeggi fu l'unico cardinale a restare al fianco del papa a Castel Sant'Angelo, nel tentativo di far cessare le lotte e approvvigionare la popolazione rimasta senza cibo e acqua.
Nel 1528 fu inviato nuovamente alla corte di Enrico VIII d'Inghilterra. Enrico voleva separarsi dalla moglie Caterina d'Aragona, zia di Carlo V, per sposare Anna Bolena e stava trattando con l'inviato papale, cardinale Thomas Wolsey, per trovare una soluzione. Siccome la questione si trascinava da tempo, il papa inviò Campeggi a Londra per affiancare il Wolsey nella conclusione della trattativa. Campeggi vi andò controvoglia e con il presentimento di una non buona riuscita. Le trattative furono oltremodo prolungate, al punto che re Enrico VIII, spazientito, revocò la fiducia al Campeggi e gli tolse il vescovado di Salisbury. Il cardinale non poté fare altro che ritornare in Italia.
Il 24 febbraio 1530 fu presente all'incoronazione di Carlo V da parte di papa Clemente VII, cerimonia svoltasi nella basilica di San Petronio a Bologna. Il 3 marzo il pontefice gli concesse in feudo la contea ed il castello di Dozza (centro abitato nelle colline sopra Imola, nella Romandiola), per sé e i suoi eredi. Nello stesso anno Campeggi fu inviato come legato alla dieta di Augusta. Fece il viaggio in Germania con l'imperatore, giungendo ad Augusta il 15 giugno. Fu l'ultima, nonché la più importante legazione del Campeggi, che lo tenne lontano da Roma per due anni.
Alla Dieta di Augusta la parte protestante fu rappresentata dal teologo tedesco Filippo Melantone. I deputati cattolici erano in maggioranza. Fiducioso di riportare i protestanti nel campo cattolico, il Campeggi imboccò con prontezza la strada del dialogo. Ma l'imperatore nominò di sua iniziativa una commissione di teologi che, esaminati i principi di fede luterani («Confessione augustana») li ritennero irriducibilmente non compatibili con il credo cattolico. Campeggi sottoscrisse il documento. La Dieta si concluse con la bocciatura della Confessione augustana. Il Campeggi lasciò Augusta il 20 novembre seguendo l'imperatore nei suoi domini fiamminghi.
Per tutto l'anno 1531 si trattenne alla corte imperiale, a Bruxelles o a Gand. Né il papa né l'imperatore decisero di usare la forza contro i protestanti. Nel 1532 il Campeggi ritornò in Italia. Nello stesso anno acquistò a Bologna il palazzo già Sanuti in via S. Mamolo. L'imperatore lo gratificò concedendogli il vescovado di Maiorca, che il cardinale accettò non per se stesso ma per il suo terzogenito Giambattista.

Poco prima di morire, Clemente VII gli conferì il titolo di cardinale vescovo attribuendogli la sede suburbicaria di Albano. Con questo titolo Campeggi partecipò al conclave del 1534. Fu molto vicino ad essere eletto, ma la preferenza del collegio cardinalizio andò ad Alessandro Farnese, che divenne papa con il nome di Paolo III.

### Pontificato di Paolo III
Paolo III tenne in grande considerazione il Campeggi. Nel 1536 lo inviò a Vicenza all'apertura del concilio ecumenico convocato per decidere sulle tesi luterane. Fece parte della ristretta commissione conciliare di soli tre membri. Nel 1538 Paolo III lo scelse come presidente dell'assise. Il concilio non poté incominciare in quell'anno perché nel frattempo scoppiò un conflitto tra Francia e Impero.
Il cardinale Campeggi non fece in tempo ad assistere all'apertura dei lavori perché il 19 luglio 1539 spirò, all'età di 64 anni.

Fu sepolto nel portico della Basilica di Santa Maria in Trastevere.

## Conclavi
Durante il cardinalato di Lorenzo Campeggi si svolsero tre conclavi e il cardinale partecipò a tutti e tre:
- conclave del 1521-1522, che elesse papa Adriano VI
- conclave del 1523, che elesse papa Clemente VII
- conclave del 1534, che elesse papa Paolo III

## Successione apostolica
La successione apostolica è:
- Arcivescovo László Szalkai (1525)
- Vescovo Johann von Revellis (1527)